# Arcozelo das Maias
Arcozelo das Maias é uma povoação portuguesa sede da Freguesia de Arcozelo das Maias do Município de Oliveira de Frades, freguesia com 21,07 km² de área e 1223 habitantes (censo de 2021), tendo, por isso, uma densidade populacional de 58 hab./km².

## Demografia
A população registada nos censos foi:
| Distribuição da População por Grupos Etários | Distribuição da População por Grupos Etários | Distribuição da População por Grupos Etários | Distribuição da População por Grupos Etários | Distribuição da População por Grupos Etários |
| -------------------------------------------- | -------------------------------------------- | -------------------------------------------- | -------------------------------------------- | -------------------------------------------- |
| Ano                                          | 0-14 Anos                                    | 15-24 Anos                                   | 25-64 Anos                                   | > 65 Anos                                    |
| 2001                                         | 261                                          | 247                                          | 776                                          | 333                                          |
| 2011                                         | 179                                          | 145                                          | 691                                          | 349                                          |
| 2021                                         | 133                                          | 124                                          | 622                                          | 344                                          |

## Património
- Casa solarenga de Fornelo
- Casa solarenga de Quintela
- Ribeiras do Gaia, Val e Lavandeira
- Casa da Lavandeira
- Gravuras rupestres do Jogo (Pedra do Jogo)
- Solar de Virela
- Cruzeiro
- Moinho de água
- Rota dos Rios e Levadas (Porcelhe e Fornelo)
- Cascata do Cadavau
- Casas do Ribeiro e de Fornelo
- Vestígios arqueológicos do Ladário, do Soutinho, dos Caibrais e de Rasto dos Mouros
- Vestígios cerâmicos de Vila Chã, de Santa Cruz e do Crasto
- Castro da Coroa
- Açude do Ladário
- Serra do Ladário
- Solares da Póvoa, de Porcelhe e de Arcozelo
- Quinta do Faleiro (ex-casa de férias do seminário de Viseu)

## Coletividades
- Associação Nova Geração - Grupo Cultural e Recreativo das Maias
- Associação Académica de Santa Cruz